# Cochamierklauwier
De cochamierklauwier (Thamnophilus praecox) is een zangvogel uit de familie Thamnophilidae (miervogels). De vogel werd op 26 januari 1926 verzameld in het oosten van  Ecuador en pas elf jaar later door de Amerikaanse ornitholoog John Todd Zimmer geldig beschreven.

## Verspreiding en leefgebied
Deze soort is endemisch in noordoostelijk Ecuador.

## Status
De grootte van de populatie is in 2022 geschat op 8000 volwassen vogels. Deze vogel heeft een klein verspreidingsgebied en de aantallen nemen af door habitatverlies. Op de Rode lijst van de IUCN heeft deze soort daarom de status gevoelig.

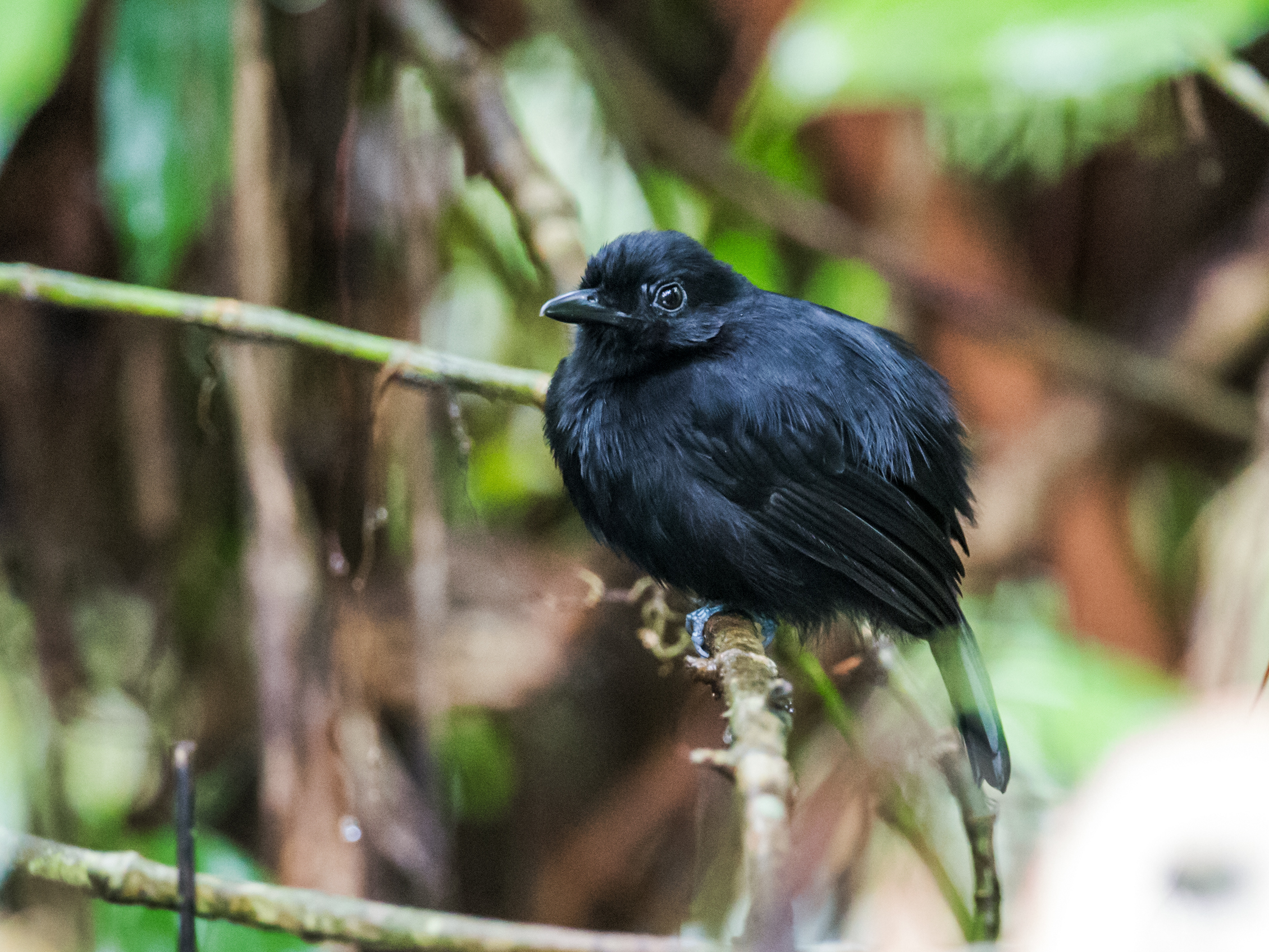
Mannetje